# 明德斯巴赫
明德斯巴赫是德国莱茵兰-普法尔茨州的一个市镇。总面积9.26平方公里，总人口739人，其中男性365人，女性374人（2011年12月31日），人口密度80人/平方公里。